# 溪河镇 (淮安市)
溪河镇，是中华人民共和国江苏省淮安市淮安区下辖的一个乡镇级行政单位。2018年7月撤消，并入施河镇。

## 行政区划
溪河镇下辖以下地区：
三官社区、单里村、杨桥村、经堂村、高坝桥村、马北村、戴孟村、戴西村、墩胡村、大车村、朱周村、土楼村和孙李村。